# Doliops siargaoensis
Doliops siargaoensis là một loài bọ cánh cứng trong họ Cerambycidae.